# Bisdom Yopougon

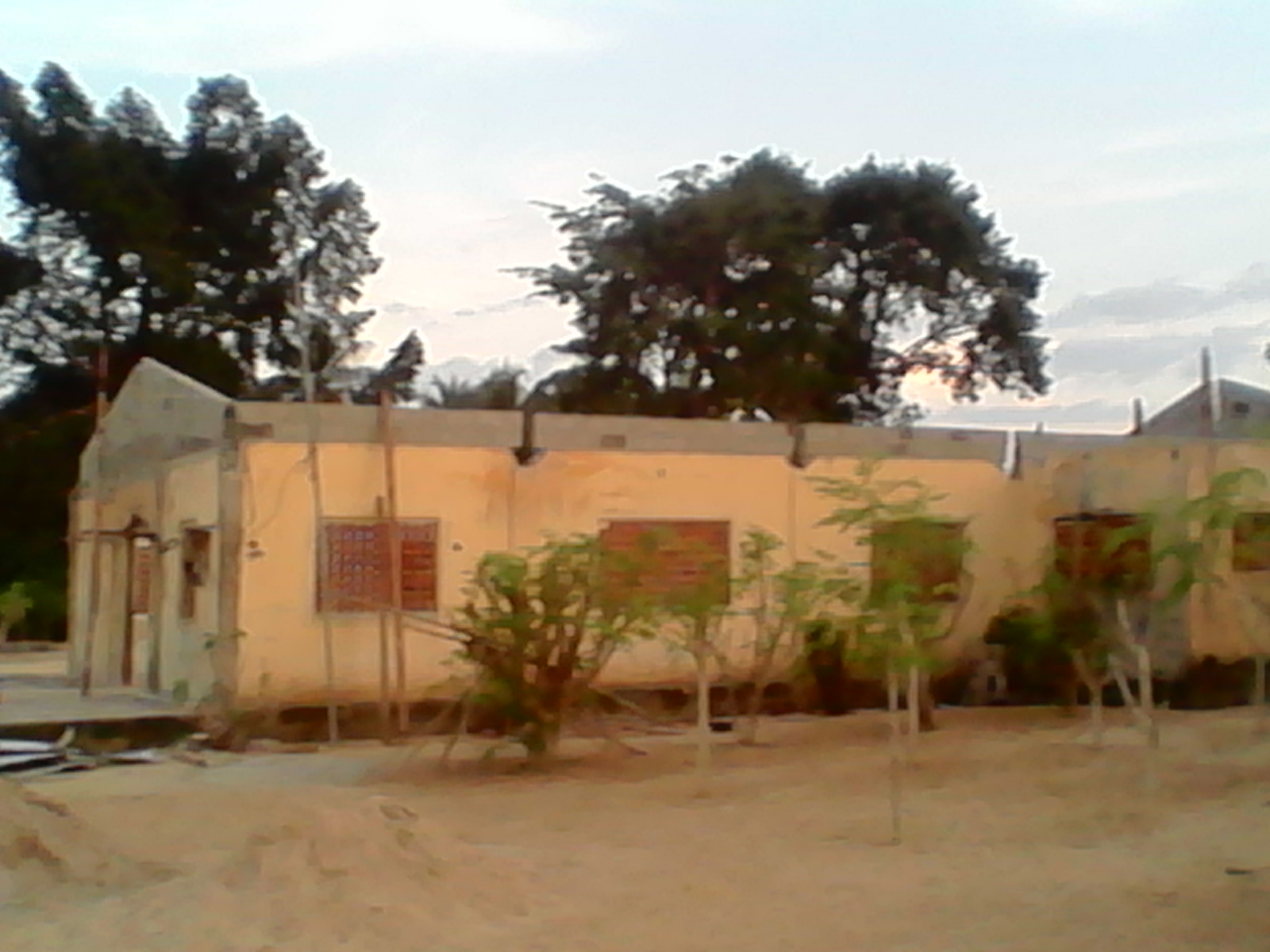
Een kerk in Jacqueville

Het bisdom Yopougon (Latijn: Dioecesis Yopugonensis) is een rooms-katholiek bisdom met als zetel Yopougon in het zuidoosten van Ivoorkust. Het is een suffragaan bisdom van het aartsbisdom Abidjan.
Yopougon (een stadsdeel van miljoenenstad Abidjan) werd in 1982 samen met het bisdom Grand-Bassam afgesplitst van het aartsbisdom Abidjan.
In 2020 telde het aartsbisdom 54 parochies. Het heeft een oppervlakte van 13.011 km² en telde in 2020 2.284.000 inwoners waarvan 47,5% rooms-katholiek was. 

## Bisschoppen
- Laurent Akran Mandjo (1982-2015)
- Jean Salomon Lezoutié (2015-)